# Lepidargyrus ancorifer
Lepidargyrus ancorifer ist eine Weichwanze aus der Unterfamilie Phylinae.

## Merkmale
Die Wanzen werden 3,2 bis 3,9 Millimeter lang. Die schwarzbraun gefärbten Wanzen weisen auf der Dorsalseite eine starke helle Behaarung auf. Die Tibien von Lepidargyrus ancorifer weisen Dorne auf, deren Basis verdunkelt ist. Die ersten beiden Fühlerglieder sind verdunkelt, die sich anschließenden beiden Endglieder sind wesentlich dünner und heller. Es gibt mehrere ähnliche Wanzenarten. Die Gattung Atractotomus weist jedoch deutlich verdickte basale Fühlerglieder auf. Bei der Art Heterocordylus tibialis weicht die Färbung der Fühler und Beine ab. Bei ihr fehlen außerdem die Dorne an den Tibien.

## Verbreitung
Die Art stammt aus dem Mittelmeerraum. In den letzten Jahren hat sie ihr Verbreitungsgebiet nach Norden ausgedehnt und ist nun im Südwesten Deutschlands, insbesondere in der Oberrheinischen Tiefebene, präsent. Die nördliche Verbreitungsgrenze lag vor wenigen Jahren noch auf Höhe der Mainlinie. In der Nearktis (Nordamerika) ist die Art ebenfalls vertreten. Dort wurde sie offenbar Anfang des 20. Jahrhunderts eingeschleppt. Im nordöstlichen Nordamerika konnte sich die Art nicht etablieren. Dagegen hat sich Lepidargyrus ancorifer an der Westküste von British Columbia bis nach Kalifornien sowie in den Rocky-Mountains-Staaten Wyoming und Utah etabliert.

## Lebensweise
Lepidargyrus ancorifer bevorzugt trockenwarme Offenlandbiotope. Die Imagines beobachtet man von Ende Juni bis Mitte August. Zu den Nahrungspflanzen der polyphagen Wanzenart gehören verschiedene einjährige krautige Pflanzen. Ferner gehören zu den Nahrungspflanzen Hülsenfrüchtler wie Wiesenklee (Trifolium pratense) und Luzerne (Medicago sativa) sowie Korbblütler wie die Gemeine Wegwarte (Cichorium intybus).

## Taxonomie
Die Art wurde von Franz Xaver Fieber im Jahr 1858 als Apocremnus ancorifer erstbeschrieben. Daneben gibt es noch das Synonym Psallus ancorifer.